# 张朝忠
张朝忠（1920年—2004年2月24日），山东庆云人，中国人民解放军将领、中国人民解放军大校。毕业于中共中央党校。曾获三级独立自由勋章、二级解放勋章和中国人民解放军独立功勋荣誉章。
1955年，授中国人民解放军大校军衔。1982年，接替傅继泽，担任南海舰队司令员。1985年，由陈明山接任。
2004年2月24日在广州逝世。